# GodsWar Online
GodsWar Online é um MMORPG criado pela JoyConnect e Publicado no Estados Unidos pela IGG. O Char que obteve mais sucesso, embora não tenha sido o melhor, foi denominado Artop alguns criam chars com esse nome para ganhar fama mas sabe-se que o dono do char parou de jogar há quase quatro anos. 
O jogo consiste com 4 classes, sendo elas: "Warrior" (guerreiro), "Champion" (campeão), "Mage" (mago) e "Priest" (sacerdote)
Warrior: Eles são ótimos em combate corpo a corpo.  
Champion: Essa classe é uma das melhores do jogo, ótimo em combate corpo a corpo, as magias tiram muito dano.  
Mage: Usa magias de longo alcance para tirar vantagem contra seus inimigos.  
Priest: São os healers do jogo, são usados mais como apoio, tendo magias que enchem o HP e a defesa.          
Godswar no seu decimo aniversario, fez um campeonato entre guilds, onde a guild SaberTooth saiu vitoriosa.          
Apesar de ser considerado PVP, o jogo possui um ótimo sistema de PVM (player x monster) a guild que mais se destacava era a DeepFear, na guild se encontravam os pro players: Kronos, Revoltat, Tepe, Anakin, Tsuna.     